# Cleorodes pictaria
Cleorodes pictaria là một loài bướm đêm trong họ Geometridae.